# Raupenschlepper Ost
Raupenschlepper Ost (em alemão:  "Trator Lagarta Leste", mais comumente abreviado para RSO) foi um veículo leve e totalmente de lagarta usado pela Wehrmacht na Segunda Guerra Mundial. Foi concebido em resposta ao fraco desempenho dos veículos com rodas e semilagartas na lama e na neve durante o primeiro outono e inverno da Wehrmacht na Front Soviético.
O RSO foi contemporâneo de pequenos tratores de artilharia aliados totalmente de lagarta semelhantes em uso em outros exércitos (como o STZ-5 "Stalingradets" soviético e o trator M4 do Exército dos EUA), originados principalmente do leve a médio pré-guerra série de tratores de artilharia Vickers.
Duas variantes deste veículo foram construídas: o transportador de carga básico e um veículo antitanque autopropelido armado com um canhão PaK 40. Ambos compartilhavam o mesmo chassi.